# عمر براوو
عمر براوو (انگلیسی: Omar Bravo؛ زادهٔ ۴ مارس ۱۹۸۰) یک بازیکن فوتبال اهل مکزیک است.